# Bussy, Fribourg
Bussy är en ort och tidigare kommun i distriktet Broye i kantonen Fribourg, Schweiz. Sedan 1 januari 2017 är orten en del av kommunen Estavayer.